# Vergelijkende methode (sociale wetenschappen)
De vergelijkende methode is het zoeken in samenlevingen naar patronen die overeenkomsten of juist verschillen vertonen. Afhankelijk van het resultaat kunnen daar in meer of mindere mate generaliserende conclusies uit worden getrokken. Vergelijkingen kunnen synchronisch of diachronisch zijn, de verschillen per gebied in dezelfde tijd of in een gebied door de tijd heen.
Volgens Lijphart (1936) is dit een methode om een aantal zaken te analyseren als die te weinig in aantal zijn om een statistische analyse uit te voeren. Alternatieven zijn het experiment en de casestudie.

## Objecten, eigenschappen en waardes
Vergelijken is het naast elkaar plaatsen van waardes van eigenschappen die worden gedeeld door twee of meer objecten of verschijnselen. Dit kan op drie schalen:
- kwalitatief:
  - nominaal: het benoemen, zoals het kiessysteem (eigenschap) dat in Zwitserland (object) volgens evenredige vertegenwoordiging (waarde) is ingericht en in het Verenigd Koninkrijk (object) volgens een meerderheidsstelsel (waarde)
  - ordinaal: het ordenen, zoals de demografische transitie (eigenschap) die in het Verenigd Koninkrijk (object) eerder (waarde) begon dan in de rest van Europa (object)
- kwantitatief (interval en ratio), zoals het bni (eigenschap) van de Verenigde Staten (object) dat in 2016 zevenmaal (waarde) groter was dan dat van Frankrijk (object)

## Methode
Vergelijken wordt door iedereen op dagelijkse basis gedaan. De vergelijkende methode onderscheidt zich doordat het de waargenomen variatie, de relaties tussen verschijnselen en hun causale verbanden analyseert met inductieve gevolgtrekkingen. Aan de hand van empirisch resultaat wordt de uit de inductie volgende generalisatie getoetst.

## Geschiedenis
Tocqueville (1805-1859) maakte gebruik van vergelijkingen in De la démocratie en Amérique en L'Ancien Régime et la Révolution. Hoewel Tocqueville geen methodiek ontwikkelde voor zijn vergelijkingen, ging hij wel systematisch te werk.
Comte (1798-1857) zag veel bezwaren tegen het gebruik van het experiment buiten de natuurwetenschappen, omdat dit de complexe systemen te veel zou verstoren. In Cours de Philosophie Positive vond hij een alternatief in de vergelijkende anatomie van Blainville (1777-1850).
Mill (1806-1873) maakte hier in A System of Logic uit 1843 gebruik van om tot een theorie van causaliteit te komen. De methodes van Mill zijn de methode van overeenkomst, de methode van verschil, de gezamenlijke methode van overeenkomst en verschil, de methode van de residuen en de methode van samengaande variaties.
Volgens Durkheim (1806-1873) was de samenleving te complex voor de eerste twee methodes van Mill, maar de laatste methode was volgens hem wel geschikt voor de sociologie. In Les Règles de la méthode sociologique uit 1895 gaf Durkheim drie toepassingen van vergelijkend onderzoek:
- de analyse van verschillen in een enkele samenleving op een bepaald moment
- de vergelijking van afwijkende aspecten in op elkaar lijkende samenlevingen
- de vergelijking van overeenkomende aspecten in samenlevingen die sterk van elkaar afwijken of in eenzelfde maatschappij na een radicale verandering

In tegenstelling tot de anderen, kwam voor Durkheim de vergelijkende methode overeen met de statistische methode. Zo deed Durkheim in Le Suicide uit 1897 onderzoek naar zelfmoord en wist zo met behulp van statistiek een ogenschijnlijk heel psychologisch onderwerp te beschrijven als een sociaal feit.
Naast Durkheim was vooral Weber (1864-1920) van groot belang bij de ontwikkeling van de methodiek. Weber maakte gebruik van de vergelijkende methode in combinatie met ideaaltypes. Door van deze ideaaltypes weer subtypes te maken, kon hij bestaande situaties benaderen en zo beperkte generalisaties maken.
Binnen de antropologie legden Morgan (1818-1881) en Tylor (1832-1917) de basis voor de vergelijkende methode. Volgens Franz Boas (1858-1942) leidde dit echter tot evolutionisme, het idee dat er sprake is van een voor alle samenlevingen geldende unilineaire evolutie. Volgens Boas was elke cultuur uniek met een eigen geschiedenis, gevormd door specifieke historische omstandigheden en omgevingsfactoren. Dit historisch particularisme bleef daarna decennialang de norm, tot halverwege de twintigste eeuw door White (1900-1975) en Steward (1902-1972) weer pogingen werden gedaan voor een systematische of nomothetische benadering.
Murdock (1897-1985) volgde een andere weg binnen het multineaire evolutionisme. Hij bouwde een grote database op van uiteindelijk honderden samenlevingen gecodeerd met honderden variabelen, de Human Relations Area Files. Hiermee konden statistische correlaties gevonden worden tussen verschillende culturen.
Charles Ragin zocht naar een methode tussen kwantitatief onderzoek en kwalitatief onderzoek in en kwam zo tot de systematische kwalitatieve vergelijkende analyse waarin met behulp van booleaanse algebra een systematische vergelijking wordt gemaakt van factoren die bijdragen aan een fenomeen.